# بودا (تكساس)
بودا (بالإنجليزية: Buda)‏ هي مدينة أمريكية تقع في ولاية تكساس.تبلغ مساحة هذه المدينة 6.3 (كم²)،ويبلغ عدد سكانها 7295 نسمة حسب إحصاء سنة 2010 م. تشير إحصاءات سنة 2000م بأن الكثافة السكانية في هذه المدينة تقدر بـ(385.5) نسمة/كم2.

## التركيبة السكانية
حدّد مكتب تعداد الولايات المتحدة بيانات التركيبة السكانية لبودا في تعداد الولايات المتحدة. في ما يلي، التركيبة السكانية حسب تعدادي 2000 و2010.

### تعداد عام 2000
بلغ عدد سكان بودا 2,404 نسمة بحسب تعداد عام 2000، وبلغ عدد الأسر 866 أسرة وعدد العائلات 686 عائلة مقيمة في المدينة. في حين سجلت الكثافة السكانية 150.8 نسمة لكل كيلومتر مربع (390.6/ميل2). وبلغ عدد الوحدات السكنية 910 وحدة بمتوسط كثافة قدره 57.1 لكل كيلومتر مربع (147.9/ميل2).
وتوزع التركيب العرقي للمدينة بنسبة 81.95% من البيض و1.58% من الأمريكيين الأفارقة و0.54% من الأمريكيين الأصليين و0.87% من الأمريكيين ذوي الأصول الآسيوية و12.02% من الأعراق الأخرى و3.04% من عرقين مختلطين أو أكثر و26.83% من الهسبانيون أو اللاتينيون من أي عرق.
بلغ عدد الأسر 866 أسرة كانت نسبة 46.9% منها لديها أطفال تحت سن الثامنة عشر تعيش معهم، وبلغت نسبة الأزواج القاطنين مع بعضهم البعض 65.5% من أصل المجموع الكلي للأسر، ونسبة 10.9% من الأسر كان لديها معيلات من الإناث دون وجود شريك، بينما كانت نسبة 2.9% من الأسر لديها معيلون من الذكور دون وجود شريكة وكانت نسبة 20.8% من غير العائلات. تألفت نسبة 17.1% من أصل جميع الأسر من عدة أفراد يعيشون في نفس المنزل ونسبة 7.5% كانت تتألف من شخص يعيش بمفرده يبلغ من العمر 65 عاماً أو أكثر. وبلغ متوسط حجم الأسرة المعيشية 2.78، أما متوسط حجم العائلات فبلغ 3.13.
بلغ العمر الوسطي للسكان 32.3 عاماً. وكانت نسبة 29.7% من القاطنين تحت سن الثامنة عشر، وكانت نسبة 6.4% بين الثامنة عشر والرابعة والعشرين عاماً، ونسبة 36.7% كانت واقعةً في الفئة العمرية ما بين الخامسة والعشرين والرابعة والأربعين عاماً، ونسبة 19.7% كانت ما بين الخامسة والأربعين والرابعة والستين، ونسبة 7.4% كانت ضمن فئة الخامسة والستين عاماً فما فوق. يوجد لكل 100 أنثى 92.3 ذكر، ويوجد لكل 100 أنثى في الثامنة عشر من عمرها فما فوق 90.3 ذكر.
بلغ متوسط دخل الأسرة في المدينة 54,135 دولارًا، أما متوسط دخل العائلة فبلغ 57,321 دولارًا. وكان متوسط دخل الذكور 37,398 دولارًا مقابل 30,064 دولارًا للإناث. وسجل دخل الفرد الخاص بالمدينة 22,167 دولارًا. وكانت نسبة 3.3% من العائلات ونسبة 3.7% من السكان تحت خط الفقر، وكان من هؤلاء نسبة 5% تحت سن الثامنة عشر ونسبة 14.7% في الخامسة والستين من العمر وما فوق.

## معرض صور

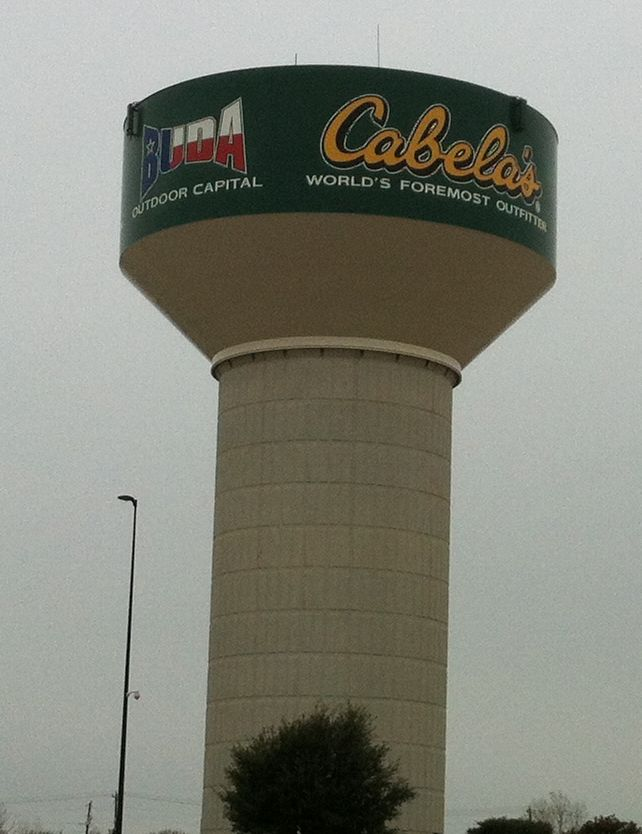
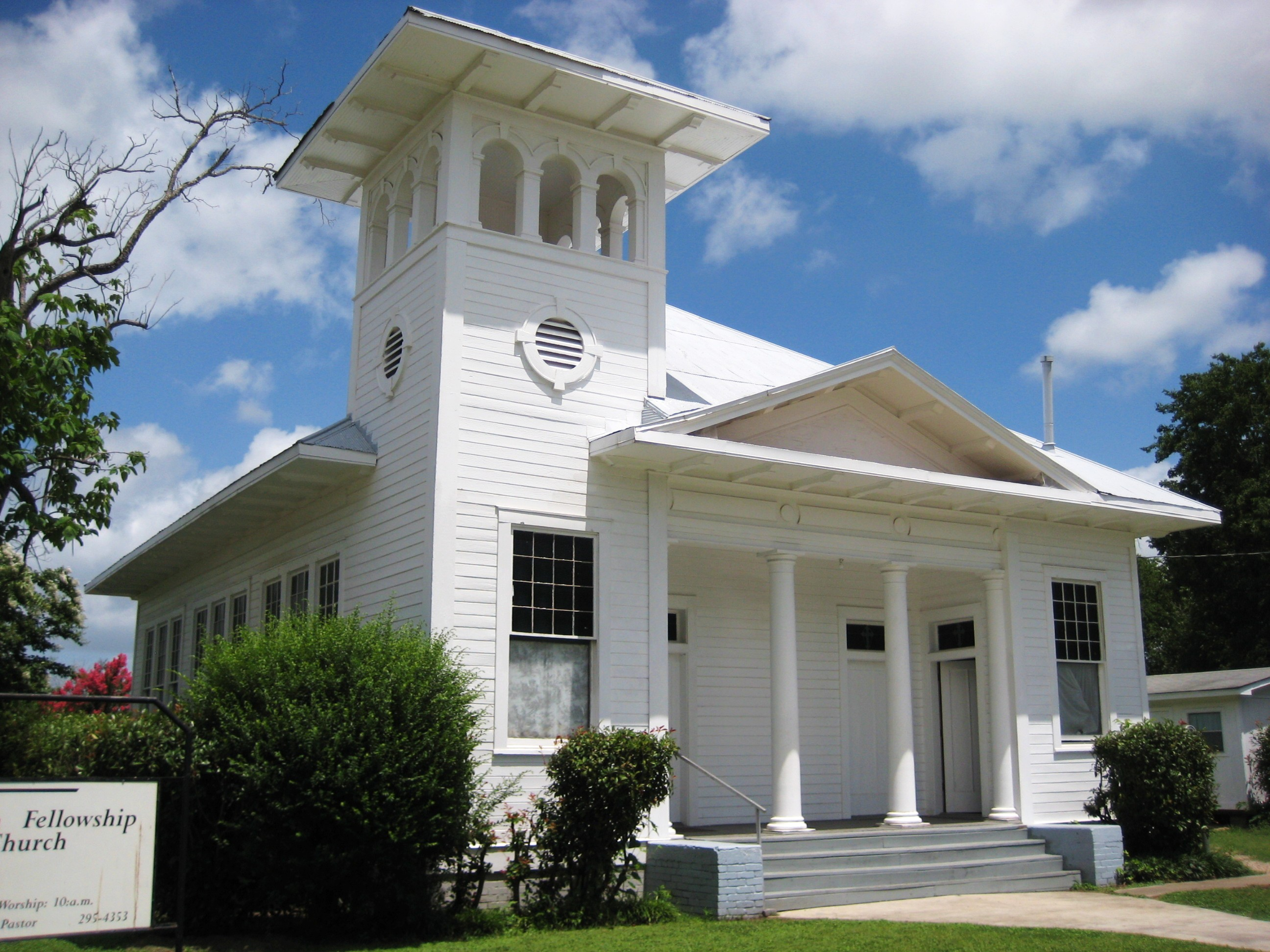
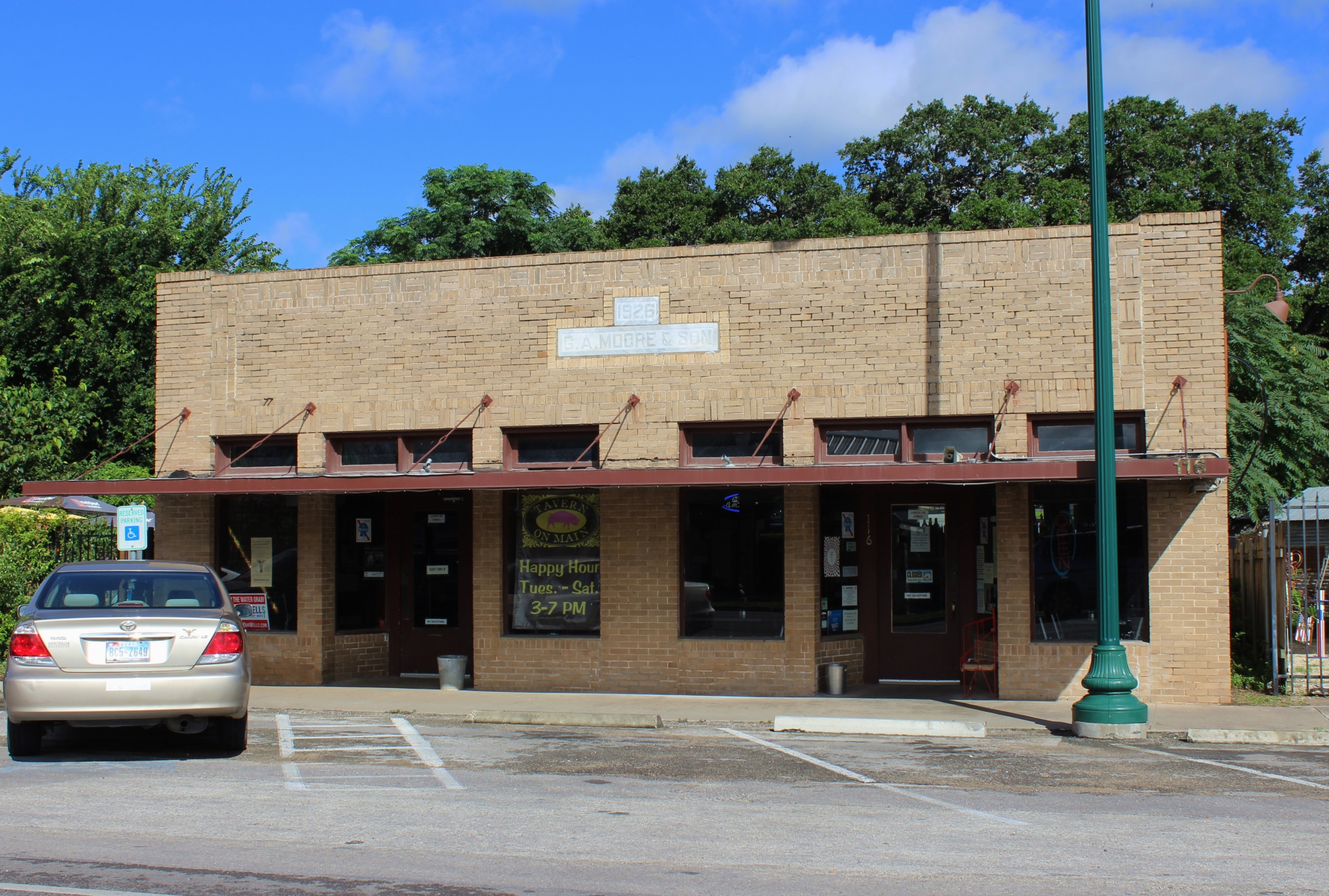

### تعداد عام 2010
بلغ عدد سكان بودا 7,295 نسمة بحسب تعداد عام 2010، وبلغ عدد الأسر 2,501 أسرة وعدد العائلات 1,996 عائلة مقيمة في المدينة. في حين سجلت الكثافة السكانية 457.7 نسمة لكل كيلومتر مربع (1,185.4/ميل2). وبلغ عدد الوحدات السكنية 2,630 وحدة بمتوسط كثافة قدره 165 لكل كيلومتر مربع (427.3/ميل2).
وتوزع التركيب العرقي للمدينة بنسبة 84.48% من البيض و2.88% من الأمريكيين الأفارقة و0.42% من الأمريكيين الأصليين و1.19% من الأمريكيين ذوي الأصول الآسيوية و0.04% من سكان جزر المحيط الهادئ و7.81% من الأعراق الأخرى و3.17% من عرقين مختلطين أو أكثر و35.37% من الهسبانيون أو اللاتينيون من أي عرق.
بلغ عدد الأسر 2,501 أسرة كانت نسبة 47.9% منها لديها أطفال تحت سن الثامنة عشر تعيش معهم، وبلغت نسبة الأزواج القاطنين مع بعضهم البعض 64.9% من أصل المجموع الكلي للأسر، ونسبة 10.9% من الأسر كان لديها معيلات من الإناث دون وجود شريك، بينما كانت نسبة 4% من الأسر لديها معيلون من الذكور دون وجود شريكة وكانت نسبة 20.2% من غير العائلات. تألفت نسبة 14.4% من أصل جميع الأسر من عدة أفراد يعيشون في نفس المنزل ونسبة 4.1% كانت تتألف من شخص يعيش بمفرده يبلغ من العمر 65 عاماً أو أكثر. وبلغ متوسط حجم الأسرة المعيشية 2.92، أما متوسط حجم العائلات فبلغ 3.25.
بلغ العمر الوسطي للسكان 33.1 عاماً. وكانت نسبة 30.4% من القاطنين تحت سن الثامنة عشر، وكانت نسبة 6% بين الثامنة عشر والرابعة والعشرين عاماً، ونسبة 34.9% كانت واقعةً في الفئة العمرية ما بين الخامسة والعشرين والرابعة والأربعين عاماً، ونسبة 21.9% كانت ما بين الخامسة والأربعين والرابعة والستين، ونسبة 6.8% كانت ضمن فئة الخامسة والستين عاماً فما فوق. وتوزع التركيب الجنسي للسكان بنسبة 48.3% ذكور و51.7% إناث.

## أعلام
- لاري ستيفنز